# Sparks (Pasquale Stafano)
Sparks è un album registrato in studio da Pasquale Stafano al pianoforte con Giorgio Vendola al contrabbasso e Saverio Gerardi alla batteria.
L'album è stato prodotto dall'etichetta tedesca Enja Records a settembre 2021.

## Tracce
| # | Title              | Composer         | Duration |
| - | ------------------ | ---------------- | -------- |
| 1 | Sparks             | Pasquale Stafano | 8:09     |
| 2 | Three days snow    | Pasquale Stafano | 7:43     |
| 3 | Night Market       | Pasquale Stafano | 6:00     |
| 4 | Remembrance        | Pasquale Stafano | 8:15     |
| 5 | Countdown          | Pasquale Stafano | 4:41     |
| 6 | Mirror of Soul     | Pasquale Stafano | 6:19     |
| 7 | Clocks             | Pasquale Stafano | 7:05     |
| 8 | The roller coaster | Pasquale Stafano | 6:55     |